# کورونادو (کالیفرنیا)
کورونادو (به انگلیسی: Coronado) شهری در شهرستان سن دیه‌گو، کالیفرنیا ایالت کالیفرنیا است که در سرشماری سال ۲۰۱۰ میلادی، ۱۸۹۱۲ نفر جمعیت داشته‌است.

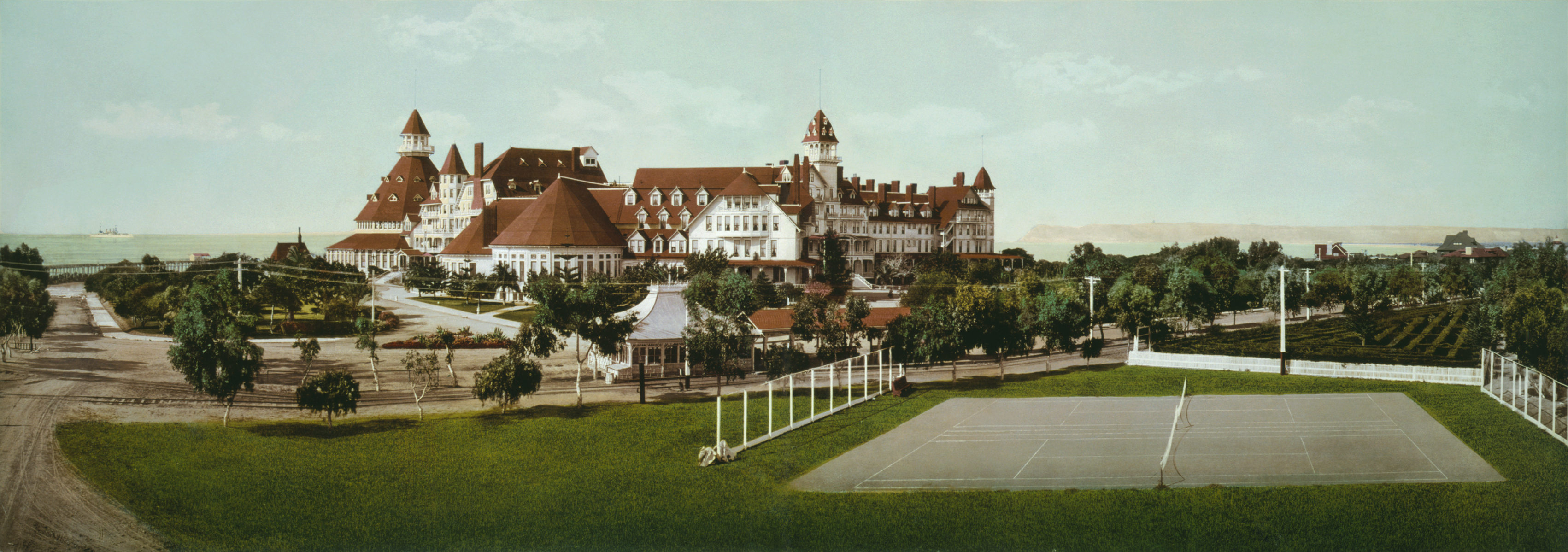
هتل دل کورونادو یک هتل ساحلی تاریخی در شهر کورونادو، درست در مقابل خلیج سن دیگو، در شهر سن دیگو، کالیفرنیا است. یک نمونه نادر باقیمانده از ژانر معماری آمریکایی-استراحتگاه ساحلی چوبی به سبک ویکتوریایی می‌باشد این بنا در سال ۱۹۷۰ به عنوان یک نقطه عطف تاریخی کالیفرنیا و به عنوان بنای تاریخی ملی در سال ۱۹۷۷ تعیین شد. این دومین سازه چوبی بزرگ پس از موزه هوایی تیلاموک در ایالات متحده است.
هنگامی که این هتل در سال ۱۸۸۸ افتتاح شد، بزرگ‌ترین هتل تفریحی در جهان بود. میزبان روسای جمهور، افراد سلطنتی و افراد مشهور بوده است و در فیلم‌ها و کتاب‌های متعددی به نمایش درآمده است.
این تصویر در سال ۱۹۰۰ توسط ویلیام هنری جکسون پدید آمده است.